# Microbiologie alimentaire

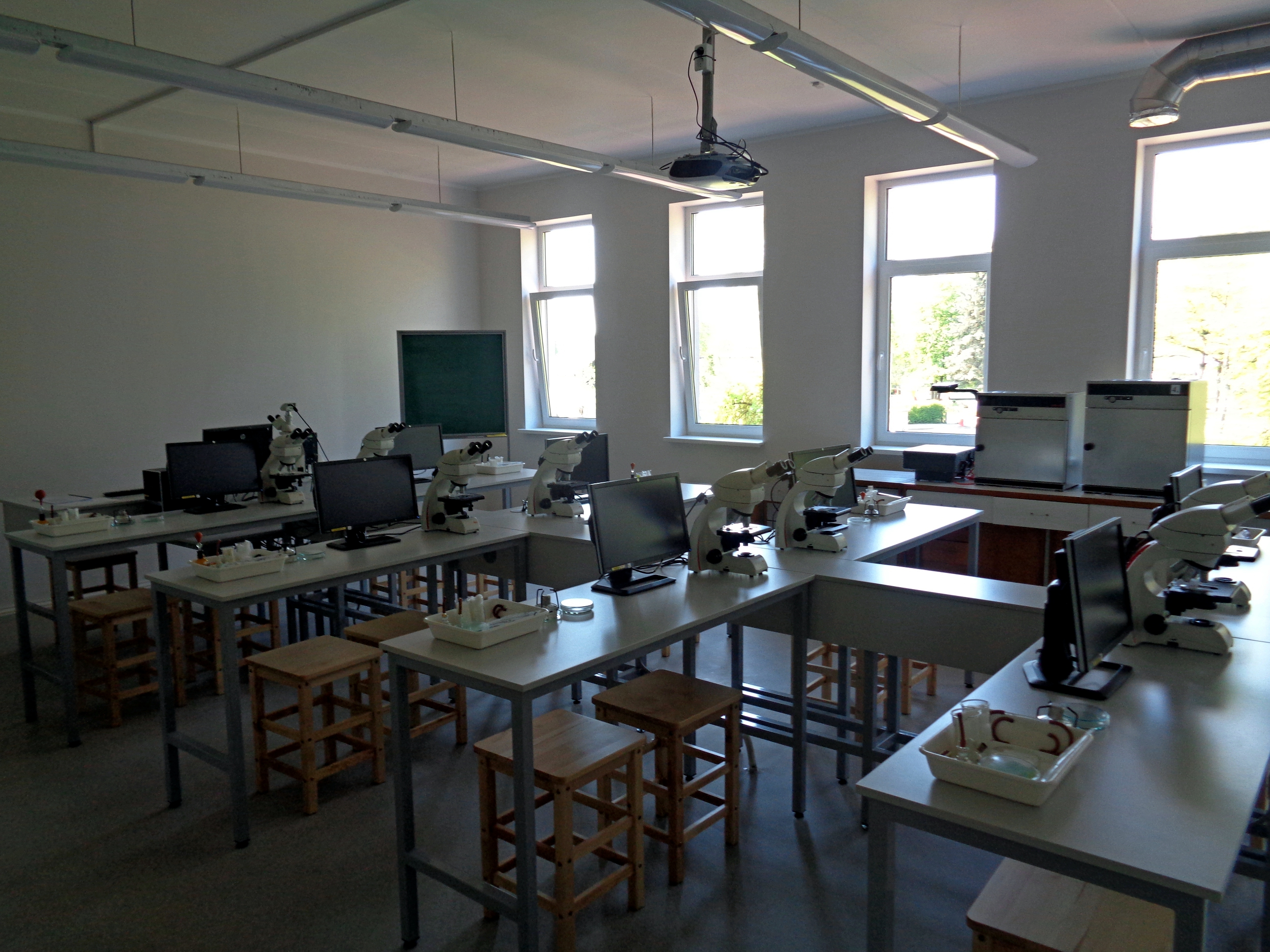
Laboratoire de microbiologíe alimentaire, Faculté de technologie alimentaire, Université d'agriculture de Lettonie

La microbiologie alimentaire est l'étude des micro-organismes qui habitent, forment ou contaminent les aliments. Si l'étude des micro-organismes à l'origine de la détérioration des aliments est une composante essentielle de cette branche de la science agro-alimentaire, les « bonnes » bactéries, telles que les probiotiques, prennent désormais une importante croissante,,. Par ailleurs, les microorganismes sont absolument essentiels pour la production d'aliments tels que le fromage, le yaourt, le pain, la bière, le vin et d'autres aliments fermentés.

## Sécurité des aliments
La sécurité sanitaire des aliments est un axe majeur de la microbiologie alimentaire. Les bactéries pathogènes, virus, champignons et les toxines produites par des microorganismes sont autant de contaminants qui peuvent détériorer la qualité des produits alimentaires. Certains microorganismes peuvent aussi être utilisés pour combattre ces microbes pathogènes. Les bactéries probiotiques, et notamment celles produisant des bactériocines, peuvent tuer et inhiber des pathogènes. Par ailleurs, des bactériocines purifiées telles que la nisine peuvent être directement ajoutés à des produits alimentaires. Enfin, des bactériophages, des virus qui n'infectent que des bactéries, peuvent être utilisés pour tuer des bactéries pathogènes. Une préparation alimentaire rigoureuse, et notamment une cuisson correcte, élimine la plupart des bactéries et virus. Pour autant, les toxines produites par des contaminants alimentaires ne perdent pas nécessairement leur caractère toxique du fait de la cuisson d'aliments contaminés. Il est donc nécessaire de veiller à ce que leur production ne soit pas suffisamment importante au point que l'aliment constitue un danger.

## Fermentation
La fermentation est une méthode utilisée pour conserver des aliments et en altérer les propriétés. La levure, et tout particulièrement Saccharomyces cerevisiae, est utilisée pour faire lever le pain, brasser la bière et faire du vin. Certaines bactéries, notamment des bactéries lactiques, sont utilisées pour confectionner le yaourt, certains fromages, certaines sauces piquantes, les cornichons, les saucisses fermentées et des plats tels que le kimchi. Un point commun de ces différentes fermentations est que l'aliment est un terrain d'accueil moins favorable pour des micro-organismes concurrents, en particulier des pathogènes et micro-organismes à l'origine de la détérioration des aliments, ce qui en accroît la durée de vie. Certains types de fromage requièrent aussi des moisissures pendant l'affinage pour développer leur goût caractéristique.

## Polymères microbiens
Plusieurs types de polymères microbiens sont utilisés dans l'industrie agro-alimentaire.

### Alginates
Les alginates peuvent être utilisés comme épaississants. Bien que listés ici sous la catégorie de « polysaccharides microbiens », les alginates actuellement disponibles sur le marché ne sont uniquement pour le moment extraits d'algues brunes telles que Laminaria hyperborea et L. japonica.

## Utilisation antifraude
Il est important de pouvoir détecter des microorganismes dans les alimentaires, en particulier des microorganismes pathogènes ou encore des micro-organismes modifiés génétiquement.

## Analyses alimentaires

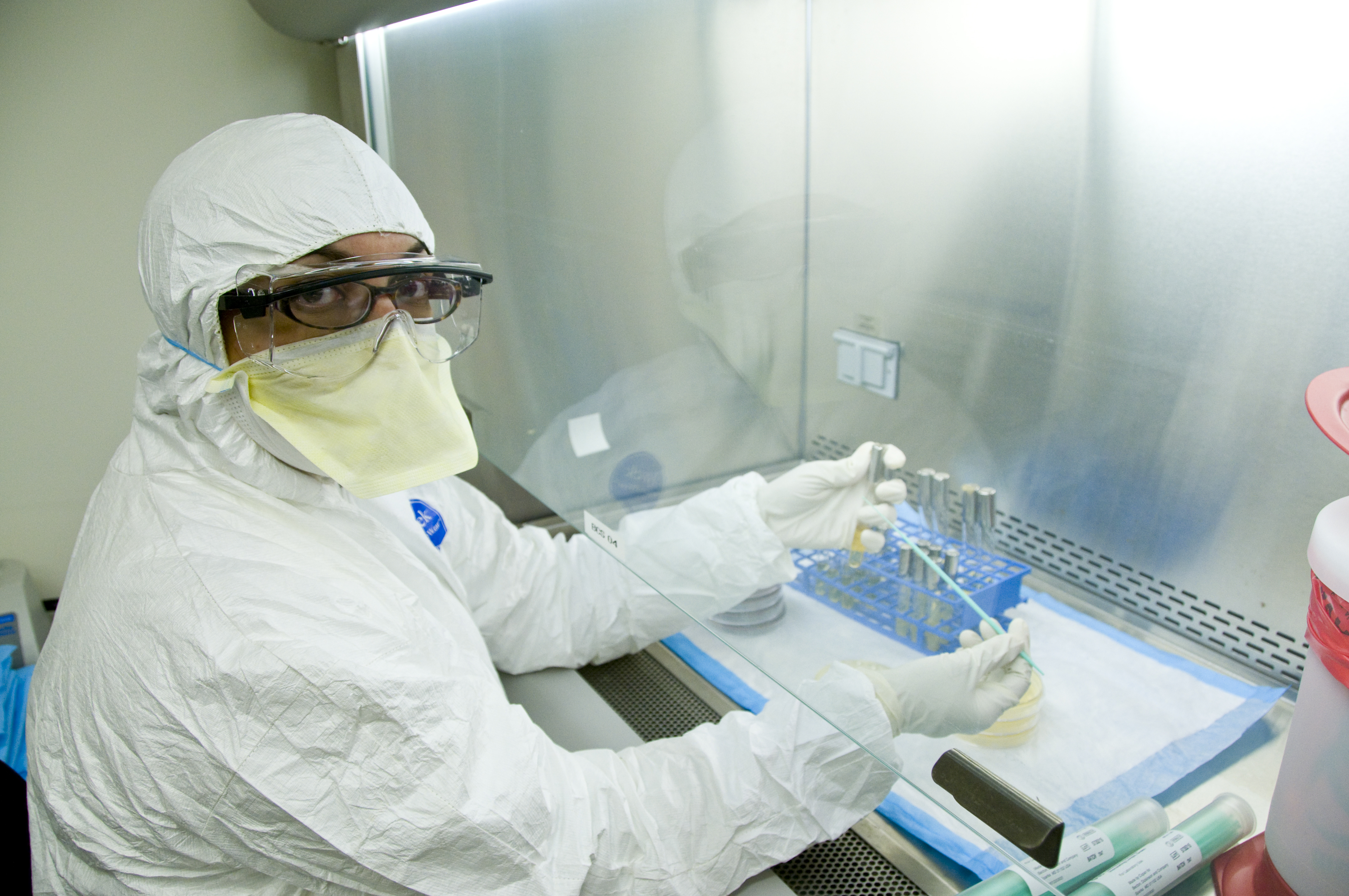
Un microbiologiste travaillant en laboratoire sur des tests de biosécurité alimentaire.

Des tests microbiologiques sont couramment utilisés pour assurer la sûreté des produits alimentaires.